# Crazy Nights (album Kiss)
Crazy Nights – czternasty album studyjny amerykańskiej grupy rockowej KISS wydany we wrześniu 1987 roku. 

## Utwory
1. "Crazy Crazy Nights" (Paul Stanley, Adam Mitchell) – 3:45
  - śpiew - Paul Stanley
2. "I'll Fight Hell to Hold You" (Bruce Kulick, Stanley, Mitchell) – 4:10
  - śpiew - Paul Stanley
3. "Bang Bang You" (Stanley, Desmond Child) – 3:53
  - śpiew - Paul Stanley
4. "No, No, No" (Kulick, Gene Simmons, Eric Carr) – 4:19
  - śpiew - Gene Simmons
5. "Hell or High Water" (Kulick, Simmons) – 3:28
  - śpiew - Gene Simmons
6. "My Way" (Stanley, Child, Bruce Turgon) – 3:58
  - śpiew - Paul Stanley
7. "When Your Walls Come Down" (Kulick, Stanley, Mitchell) – 3:25
  - śpiew - Paul Stanley
8. "Reason to Live" (Stanley, Child) – 3:59
  - śpiew - Paul Stanley
9. "Good Girl Gone Bad" (Simmons, Davitt Sigerson, Peter Diggins) – 4:35
  - śpiew - Gene Simmons
10. "Turn on the Night" (Stanley, Diane Warren) – 3:19
  - śpiew - Paul Stanley
11. "Thief in the Night" (Simmons, Mitch Weissman) – 4:05
  - śpiew - Gene Simmons

## Skład
- Gene Simmons – bas; śpiew
- Paul Stanley – gitara rytmiczna; śpiew
- Bruce Kulick – gitara prowadząca
- Eric Carr – perkusja; śpiew towarzyszący
- Phil Ashley – Keyboard; śpiew towarzyszący.

## Notowania
Album – Billboard (Ameryka Północna)
| Rok  | Lista         | Pozycja |
| ---- | ------------- | ------- |
| 1987 | Billboard 200 | 18      |

Single – Billboard (Ameryka Północna)
| Rok  | Lista             | Singel               | Pozycja |
| ---- | ----------------- | -------------------- | ------- |
| 1987 | Mainstream Rock   | "Crazy Crazy Nights" | 37      |
| 1987 | Billboard Hot 100 | "Crazy Crazy Nights" | 65      |
| 1987 | Mainstream Rock   | "Reason To Live"     | 34      |
| 1987 | Billboard Hot 100 | "Reason To Live"     | 64      |